# (392741) 2012 SQ31
(392741) 2012 SQ31, con la designación provisional 2012 SQ31, es un asteroide de la Familia de Flora de menos de un kilómetro de tamaño de las regiones interiores del cinturón de asteroides, de aproximadamente 700 metros (2296,6 pies) de diámetro. Originalmente se consideró un objeto transneptuniano y un planeta menor perdido entre 2004 y 2012. La fecha del descubrimiento oficial se fijó posteriormente en el 27 de diciembre de 2009, y se atribuyó a los astrónomos del programa Spacewatch, realizado en el Observatorio Nacional Kitt Peak, cerca de Tucson, Arizona, Estados Unidos.

## Órbita y clasificación
2012 SQ31 es un miembro de la Familia Flora, una gran familia de asteroides y la más grande de asteroides rocosos en el cinturón principal. Orbita el Sol en el cinturón de asteroides interno a una distancia de 1.9 a 2.6 AU cada 3 años y 5 meses. Su órbita tiene una excentricidad de 0.14 y una inclinación de 4° con respecto a la eclíptica. El arco de observación del cuerpo celeste inicia con un precovery tomado en Haleakala-AMOS, Hawái, en diciembre de 2005, 4 años antes de su descubrimiento oficial.

### Objeto transneptuniano
El asteroide ya había sido observado el 11 de agosto de 2004 como 2004 PR107 por astrónomos del Observatorio Interamericano de Cerro Tololo en Chile, pero se convirtió en un planeta menor perdido hasta 2012 debido a la falta de observaciones. Durante ese periodo de tiempo, y con sólo 2 observaciones tomadas el mismo día, se pensó que era un objeto transneptuniano con un semieje mayor de 46 AU. Michael E. Brown lo incluyó en su sitio web como un probable planeta enano con un diámetro estimado de 555 kilómetros basado en una magnitud absoluta de 4.6 y un albedo supuesto de 0.09.
En 2009, el asteroide perdido fue observado nuevamente como 2009 YS20, pero no fue identificado en ese momento como relacionado con 2004 PR107. En 2012, finalmente fue redescubierto bajo su designación principal, reclasificado como un pequeño asteroide del cinturón principal y numerado dos años después.

## Características físicas
2012 SQ31 ha sido descrito como un miembro de la Familia Flora, que son asteroides de tipo S, rocosos, con un albedo típicamente alrededor de 0.24, estas características siendo correspondientes al cuerpo madre, (8) Flora. Según una conversión genérica de magnitud a diámetro, 2012 SQ31 mide 690 metros, lo que representa una magnitud absoluta de 18.0 y un albedo supuesto de 0.24. Hasta 2018, no se ha obtenido ninguna curva de luz rotacional a partir de observaciones fotométricas. El período de rotación, los polos y la forma del asteroide siguen siendo desconocidos.

## Numeración y denominación
Este planeta menor fue numerado por el Minor Planet Center el 15 de abril de 2014 (M.P.C. 87941). Hasta 2018, no ha sido nombrado.